# In Step
In Step é um álbum de Southern Rock e blues-rock de Stevie Ray Vaughan and Double Trouble lançado em 1989. O título In Step pode ser visto como uma referência ao Stevie Ray Vaughan finalmente sóbrio, após anos de alcoolismo. Esse foi o último álbum de Stevie Ray Vaughan com a sua banda: a Double Trouble. Em 1990, gravou um álbum juntamente com seu irmão, Jimmie Vaughan, chamado Family Style. Mais tarde, porém naquele mesmo ano, ele morreu em um trágico acidente de helicóptero.

## Faixas
1. "The House is Rockin'" (Doyle Bramhall, Vaughan) – 2:24
2. "Crossfire" (Bill Carter, Ruth Ellsworth, Chris Layton, Tommy Shannon, Reese Wynans) – 4:10
3. "Tightrope" (Bramhall, Vaughan) – 4:40
4. "Let Me Love You Baby" (Willie Dixon) – 2:43
5. "Leave My Girl Alone" (Buddy Guy) – 4:15
6. "Travis Walk" (S. R. Vaughan) – 2:19
7. "Wall of Denial" (Bramhall, S. R. Vaughan) – 5:36
8. "Scratch-N-Sniff" (Bramhall, S. R. Vaughan) – 2:43
9. "Love Me Darlin'" (Chester Burnett) – 3:21
10. "Riviera Paradise" (S. R. Vaughan) – 9:00

## Faixas bônus
O relançamento do álbum, feito em 1999, traz essas faixas:
1. "Stevie Ray Vaughan Speaks" - 0:37
2. "The House is Rockin'" (Live) - 2:48 southern rock
3. "Let Me Love You Baby" (Live) - 3:46
4. "Texas Flood" (Live) - 7:28 blues rock
5. "Life Without You" (Live) - 13:17

## Músicos
- Stevie Ray Vaughan - guitarra, vocal líder
- Tommy Shannon - baixo
- Chris Layton - bateria, percussão
- Reese Wynans - teclado
- Joe Sublett - trompa
- Darrell Leonard - trompa

## Paradas musicais
Gráfico ilegal entrouCanada|20

| Parada (1989)                  | Posições de pico |
| ------------------------------ | ---------------- |
| Austrália (ARIA)               | 36               |
| Países Baixos (Dutch Charts)   | 44               |
| Nova Zelândia (RMNZ)           | 16               |
| Suécia (Sverigetopplistan)     | 41               |
| Suíça (Schweizer Hitparade)    | 18               |
| Reino Unido (UK Albums Chart)  | 63               |
| Estados Unidos (Billboard 200) | 33               |

## Prêmio
Grammy Awards
| Ano  | Ganhador           | Categoria                                      |
| ---- | ------------------ | ---------------------------------------------- |
| 1990 | Stevie Ray Vaughan | Prêmio por melhor álbum contemporâneo de blues |